# Pere Sunyer (humanista s. XVI)
Pere Sunyer (Barcelona ?, segle XVI), fou catedràtic d'humanitats de la Universitat de Barcelona i company de Joan Cassador, Joan Dorda i Pere Antoni Pi. Va escriure Terra, dialogus in gratiam puerorum editus, editada a Barcelona (Impremta de Petrus Malus, 1574), una obra teatral amb finalitats pedagògiques, i en el pròleg de la qual Sunyer proposava la restauració de l'ortografia llatina adaptant-la a les làpides romanes descobertes recentment. Terra imita els Dialogi de Jean Tixier de Ravisi; inclou diàlegs entre l'Home i la Terra; entre les dones Mariamnes, Nicaula, Minerva i Elissa; entre Pobresa i Fortuna, i discursos dels herois Hèctor, Aquil·les i Samsó. Hi figuren poemes llatins laudatoris de Cassador, Dorda i Pi.